# Даупару-Кветиняйское староство
Даупару-Кветиняйское староство (лит. Dauparų-Kvietinių seniūnija) — одно из 11 староств Клайпедского района, Клайпедского уезда Литвы. Административный центр — город Гаргждай.

## География
Расположено в западной части Литвы, в Приморской низменности побережья Балтийского моря. По территории староства протекают следующие реки: Экете, Двилинкис, Миния, Галупалис, Гаргждупис, Куртупалис, Смелтайте, Баукште, Гриежупис. Наиболее крупными лесами являются: Жвирбуляйский, Генайчяйский, Вайтеляйский, Баукшткаральский, Смилгинайский, Бярянишкский.

## Население
Даупару-Кветиняйское староство включает в себя 22 деревни.